# Piazza Barberini
Piazza Barberini è una piazza dell'attuale centro storico di Roma situata nella sella tra il colle Quirinale e gli Horti Sallustiani, in cima alla salita di via del Tritone e all'incrocio con la strada Felice. Prende il nome dal Palazzo Barberini che vi si affaccia, sebbene il suo attuale ingresso sia in via delle Quattro Fontane. Essa sorge su un'area che fino al XIX secolo era uno spazio extraurbano.

## Descrizione
Al centro della piazza è posta la Fontana del Tritone realizzata da Gian Lorenzo Bernini nel 1643 su commissione del papa Urbano VIII Barberini. È in travertino e presenta, tra le code dei quattro delfini che sorreggono il tritone, due stemmi dei Barberini. All'angolo con via Veneto si trova la Fontana delle Api, l'insetto simbolo dei Barberini.
Da questa piazza, partendo proprio dalla fontana, fino al XVIII secolo partiva il carro che trasportava in corteo i cadaveri trovati sfigurati, per metterli in mostra nei punti più trafficati della città, affinché se ne potesse riconoscere l'identità.
Dalla piazza si dirama via Veneto, la strada resa famosa dal film di Federico Fellini La dolce vita. Sulla piazza si svolge anche la celebre corsa sfrenata della Bianchina di Ugo Fantozzi nel film Fantozzi va in pensione.